# Карликова планета
Карликова планета — небесне тіло, що:
- обертається безпосередньо навколо Сонця (тобто, не є супутником іншої планети);
- має достатню масу, щоб гравітація надала їй гідростатично-рівноважної форми;
- не здатна розчистити околиці своєї орбіти від інших подібних тіл[2] — вона «не домінує» на своїй орбіті.

Визначення 24 серпня 2006 року ухвалив Міжнародний астрономічний союз на розв'язання проблеми визначення терміна «планета».
Карликова планета Церера обертається в головному поясі астероїдів. Макемаке, Плутон, Ерида, Гаумеа належать до поясу Койпера — області Сонячної системи поза орбітою Нептуна, що тягнеться до її зовнішньої межі (близько 55 астрономічних одиниць).

## Історія
Питання класифікації виникло 2005 року, коли астроном Майкл Браун (англ. Mike Brown) разом із колегами відкрили в поясі Койпера об'єкт 2003 UB313 розміром більший за Плутон. Оскільки Плутон вважався планетою, то нове небесне тіло також мало отримати такий статус. Проте це викликало заперечення деяких астрономів, адже кількість планет у такому випадку мала значно збільшитися. Для розв'язання питання Міжнародним астрономічним союзом було утворено окремий «Комітет визначення планети». Після вивчення питання та обговорення комітет запропонував визначення, згідно з яким планетою слід вважати небесне тіло, що обертається навколо Сонця та під дією власного тяжіння набуло гідростатично рівноважної форми (тобто, форми, близької до кулястої). Визначення було подано на затвердження генеральної асамблеї МАС 16 серпня 2006 року. Відповідно до цього визначення кількість планет сонячної системи мала збільшитися до дванадцяти.
Однак учасники асамблеї відхилили таку пропозицію. Дискусія тривала ще шість днів і нарешті 24 серпня було ухвалено остаточне рішення, згідно з яким об'єкт Сонячної системи має задовольняти трьом умовам, аби називатися планетою:
1. Він має обертатися навколо Сонця.
2. Він має бути досить масивним, щоб набути кулястої форми під дією власних гравітаційних сил.
3. На своїй орбіті він має бути «гравітаційною домінантою», тобто, поряд із ним не має бути інших тіл порівнянного розміру, крім його власних супутників або тіл, що перебувають під його гравітаційним впливом.

Плутон не задовольняє третій умові, оскільки його маса становить лише 7 % маси всіх об'єктів на його орбіті. Тому відповідно до рішення МАС Плутон втратив статус планети і його (разом із Церерою, Еридою, Макемаке та Гаумеа) було виділено до окремої категорії карликових планет.
На статус карликової планети також претендують такі транснептунові об'єкти: Квавар, Іксіон, Седна, Орк, Варуна.
Три великі об'єкти поясу астероїдів (Веста, Паллада, Гігея) можуть бути віднесені до карликових планет, якщо виявиться що їхня форма визначається внутрішньою гідростатичною рівновагою.
Термін «карликова планета» слід відрізняти від поняття «мала планета», як іноді називають астероїди. Офіційно термін «мала планета» більше не використовується, залишаючись даниною історії.

## Відома та можлива кількість
Міжнародний астрономічний союз офіційно визнав п'ять карликових планет: одну в поясі астероїдів (Церера) і чотири транснептунові об'єкти (Плутон і далі в порядку віддалення від Сонця). Часто до карликових планет зараховують ще чотири (Гунгун, Квавар, Орк і Седну). Цілком можливо, що щонайменше ще 40 із відомих об'єктів у Сонячній системі можуть бути карликовими планетами. У серпні 2011 року першовідкривач багатьох транснептунових об'єктів Майкл Браун запропонував список із 390 кандидатів у карликові планети. За різними оцінками, може бути виявлено до 260 карликових планет у поясі Койпера і до 10 000 карликових планет за його межами. У березні 2020 року, в ході складання великомасштабної карти південної частини неба, виявлено понад 100 нових ТНО.

## Список карликових планет

### Не визнані МАС, визнані різними астрономами
1. Церера — ПА — 0 супутників
2. Плутон — ОПК — 5 супутників — Харон, Гідра, Нікта (Нікс), Кербер, Стікс
3. Гаумеа — ОПК — 2 супутники — Хіїака і Намака
4. Макемаке — ОПК — 1 супутник — S/2015 (136472) 1
5. Ерида (Еріс) — РД — 1 супутник — Дизномія

### Визнані МАС
Ще чотири транснептунових об'єкти багато астрономів вважають карликовими планетами, хоча МАС їх ще такими не визнав.
1. Седна — 0 супутників
2. Квавар — 1 супутник — Вейвот
3. Орк — 1 супутник — Вант
4. Гунгун — 1 супутник — Сянлю

### Найімовірніші потенційні кандидати
1. Варуна
2. Іксіон
3. Салація
4. Гуя
5. Лелеакугонуа (Гоблін)
6. Девана
7. Варда
8. Гк'кунл'гомдіма[en]
9. Баффі[en]
10. Хаос

## Характеристики карликових планет
2006 року МАС офіційно назвав три тіла, які відразу отримали класифікацію карликових планет — колишня планета Плутон, яку вважали найбільшим транснептуновим об'єктом, Ерида і найбільший астероїд Церера. Пізніше карликовими планетами оголошено ще два транснептунових об'єкти (Гаумеа та Макемаке). Важливим претендентом на статус карликової планети є віддалений від Сонця об'єкт 90377 Седна — хоча МАС не надав їй цього статусу, деякі вчені вважають її такою. Термін «карликова планета» слід відрізняти від поняття «мала планета», яким історично називають також і астероїди.
| Назва                                          | Церера                        | Плутон                              | Гаумеа                       | Макемаке                                       | Ерида                                          |  | Седна                                          |
| ---------------------------------------------- | ----------------------------- | ----------------------------------- | ---------------------------- | ---------------------------------------------- | ---------------------------------------------- |  | ---------------------------------------------- |
| Номер за ЦМП                                   | 1                             | 134340                              | 136108                       | 136472                                         | 136199                                         |  | 90377                                          |
| Позначення                                     | A899 OF; 1943 XB              |                                     | 2003 EL61                    | 2005 FY9                                       | 2003 UB313,                                    |  | 2003 VB12                                      |
| Район Сонячної системи                         | Пояс астероїдів               | Пояс Койпера                        | Пояс Койпера                 | Пояс Койпера                                   | Розсіяний диск                                 |  | Хмара Оорта                                    |
| Діаметр, км                                    | 963×891                       | 2370±20                             | 1960×1518×996                | 1478±34                                        | 2326±12                                        |  | 995±80                                         |
| Маса, кг                                       | 9,4±0,1× 1020                 | 1,305× 1022                         | 4,2× 1021                    | ~ 3·1021                                       | ~ 1,67× 1022                                   |  | 8,3× 1020—7,0× 1021 [4]                        |
| Середній екваторіальний радіус у км            | 471                           | 1148,07                             | 750                          | 751                                            | ~ 1300                                         |  | ~500                                           |
| Середній екваторіальний радіус*                | 0,074                         | 0,180                               | 0,118                        | 0,118                                          | 0,19                                           |  | 0,08                                           |
| Об'єм*                                         | 0,0032                        | 0,053                               | 0,013                        | 0,013                                          | 0,068                                          |  |                                                |
| Густина, т/м³                                  | 2,161                         | 1,86                                | 2,6                          | ~ 1,7±0,3                                      | 2,52                                           |  | 2,0?                                           |
| Прискорення вільного падіння на екваторі, м/с² | 0,27                          | 0,60                                | ~ 0,44                       | ~ 0,4                                          | ~ 0,68                                         |  | 0,33—0,50                                      |
| Перша космічна швидкість, км/с                 | 0,51                          | 1,2                                 | 0,57                         | 0,52                                           | 0,98                                           |  |                                                |
| Період обертання [Т], год (сидерична доба)     | 9,07417                       | −153,2935 (ретроградне)             | 3,9154±0,0001                | 7,771±0,003                                    | 25,9                                           |  | 10                                             |
| Велика піввісь орбіти* те саме в км            | 2,766 413 715 000             | 39,482 5 906 376 200                | 43,1165 6 450 000 000        | 45,3686 6 787 000 000                          | 67,9365 10 163 000 000                         |  | 491,4 73 500 000 000                           |
| Перигелій                                      | 2,5465 а. о. (381 028 000 км) | 29,667 а. о.                        | 34,494401 а. о.              | 38,050866 а. о.                                | 37,911 а. о.                                   |  | 76,3 а. о.                                     |
| Афелій                                         | 2,9842 а. о. (446 521 000 км) | 49,31 а. о.                         | 51,475447 а. о.              | 52,821736 а. о.                                | 97,651 а. о.                                   |  | 906,5 а. о.                                    |
| Період обертання*, років                       | 4,599                         | 248,09                              | 281,83                       | 306,28                                         | 558,04                                         |  | 10 900                                         |
| Середня орбітальна швидкість, км/с             | 17,882                        | 4,666                               | 4,484                        | 4,419                                          | 3,437                                          |  | 1,04                                           |
| Ексцентриситет орбіти                          | 0,080                         | 0,24880766                          | 0,1975233                    | 0,16254481                                     | 0,44177                                        |  | 0,84472                                        |
| Схилення орбіти                                | 10,587°                       | 17,14175°                           | 28,201975°                   | 29,011819°                                     | 44,187°                                        |  | 11,930983°                                     |
| Температура, °С                                | -106,15                       | -233,15                             | -223                         | -240,65                                        | −253                                           |  |                                                |
| Середня температура поверхні, К                | 167                           | 40                                  | 50                           | 30—35 (на підставі альбедо)                    | 30                                             |  |                                                |
| Дата відкриття                                 | 1 січня 1801                  | 18 лютого 1930                      | 28 грудня 2004               | 31 березня 2005                                | 5 січня 2005                                   |  | 14 листопада 2003                              |
| Першовідкривач                                 | Джузеппе Піацці               | Клайд Томбо                         | Майкл Браун, Хосе Луїс Ортіс | Майкл Браун, Чедвік Трухільйо, Девід Рабиновіц | Майкл Браун, Чедвік Трухільйо, Девід Рабиновіц |  | Майкл Браун, Чедвік Трухільйо, Девід Рабиновіц |
| Кількість відомих супутників                   | 0                             | 5                                   | 2                            | 1                                              | 1                                              |  | 0                                              |
| Абсолютна зоряна величина                      | 3,36±0,02                     | -0,7                                | 0,02                         | −0,44                                          | −117+006 −011                                  |  | 1,56                                           |
| Видима зоряна величина                         | от 6,7[15] до 9,32[16]        | >13,65[2]                           | 17,3 (протистояння)          | 16,7 (протистояння)                            | 18,7                                           |  | 21,1                                           |
| Альбедо                                        | 0,090 ± 0,0033 (геом.)        | 0,4—0,6 (Бонда), 0,5—0,7 (геом.)[2] | 0,84+0,1                     | 0,77±0,03, 0782+0103 −0086 (геом.)             |                                                |  | 0,32±0,06                                      |

* Значення порівняно із Землею
З цього списку тільки Плутон втратив статус планети, ставши карликовою планетою, а інші — навпаки, перестали бути просто астероїдами.

## Інші кандидати
Вже відомо кілька десятків тіл, які потенційно можуть кваліфікуватись як карликові планети. З таких об'єктів у таблиці нижче перелічено ті, чий діаметр найімовірніше більший або близький до 600 км (зокрема, перші 6 із них називають головними кандидатами першовідкривачі найбільших з нещодавно відкритих транснептунових об'єктів Майкл Браун, Чедвік Трухільйо та інші ключові дослідники та експерти):
| Назва              | Категорія                 | Діаметр, км     | Маса, × 1018 кг |
| ------------------ | ------------------------- | --------------- | --------------- |
| 225088 Гунгун      | Об'єкт розсіяного диска   | ~1535           | 1750            |
| Квавар             | К'юбівано в поясі Койпера | 1074—1170       | 1400±100        |
| 90377 Седна        | транснептуновий об'єкт    | 995±80          | 830 — 7000      |
| Мані               | К'юбівано в поясі Койпера | ~934            | невідома        |
| Орк                | Плутино в поясі Койпера   | 917—946         | 636,1±3,3       |
| Салація            | К'юбівано в поясі Койпера | ~921            | 466±22          |
| 2005 UQ513         | К'юбівано в поясі Койпера | 550—1240        | невідома        |
| 2002 TC302         | Об'єкт розсіяного диска   | 590—1145        | 1500            |
| Варда              | К'юбівано в поясі Койпера | 500—1130        | 266,4±6,4       |
| 2002 UX25          | К'юбівано в поясі Койпера | 681—910         | 125±3           |
| 2003 AZ84          | Плутино в поясі Койпера   | 940 × 766 × 490 | невідома        |
| Ая                 | К'юбівано в поясі Койпера | 626—850         | ~410            |
| 2006 QH181         | Об'єкт розсіяного диска   | 460—1030        | невідома        |
| Девана             | Об'єкт розсіяного диска   | 470—1000        | невідома        |
| 2013 FY27          | Об'єкт розсіяного диска   | ~733            | невідома        |
| Рітона             | К'юбівано в поясі Койпера | ~730            | невідома        |
| 2003 VS2           | Плутино в поясі Койпера   | ~725            | невідома        |
| Варуна             | К'юбівано в поясі Койпера | 722             | ~590            |
| 2010 KZ39          | Об'єкт розсіяного диска   | 440—980         | невідома        |
| 2004 XA192         | К'юбівано в поясі Койпера | 420—940         | невідома        |
| 2004 GV9           | К'юбівано в поясі Койпера | ~677            | невідома        |
| 2007 JJ43          | невідома (пояс Койпера)   | 609—730         | невідома        |
| Іксіон             | Плутино в поясі Койпера   | ~650            | 580             |
| Гк'кунл'гомдіма    | Об'єкт розсіяного диска   | 638             | 136,1 ± 3,3     |
| 2004 XR190 «Баффі» | Об'єкт розсіяного диска   | 425—850         | 60—480          |
| 2001 UR163         | Об'єкт розсіяного диска   | ~636            | невідома        |
| 2014 UZ224         | Об'єкт розсіяного диска   | 635+65-72       | невідома        |
| 2010 RE64          | К'юбівано в поясі Койпера | 380—860         | невідома        |
| 2010 RF43          | К'юбівано в поясі Койпера | ~613            | невідома        |
| Хаос               | К'юбівано в поясі Койпера | ~600            | невідома        |
| 2015 KH162         | К'юбівано в поясі Койпера | 400—800         | невідома        |
| 2010 FX86          | Об'єкт розсіяного диска   | ~598            | невідома        |
| 2012 VP113         | Об'єкт розсіяного диска   | ~595            | невідома        |
| 2013 FZ27          | Об'єкт розсіяного диска   | ~595            | невідома        |
| 2018 VG18          |                           | ~595            | невідома        |
| 2003 UZ413         | К'юбівано в поясі Койпера | ~591            | невідома        |
| 2008 ST291         | Об'єкт розсіяного диска   | ~583            | невідома        |
| 2005 RM43          | Об'єкт розсіяного диска   | ~580            | невідома        |
| 1996 TL66          | Об'єкт розсіяного диска   | 575±115         | 200             |
| 2002 XW93          | Об'єкт розсіяного диска   | 565—584         | невідома        |
| 2004 UM33          | К'юбівано в поясі Койпера | 340—770         | невідома        |
| 2004 TY364         | К'юбівано в поясі Койпера | ~554            | невідома        |
| 2002 XV93          | Плутино в поясі Койпера   | ~549            | невідома        |
| 2004 NT33          | К'юбівано в поясі Койпера | 423—580         | невідома        |
| Гуйя               | Плутино в поясі койпера   | 439+27−26       | невідома        |
| Лелеакугонуа       | Седноїд                   | 300             | невідома        |

Статус Харона, який зараз розглядають як супутник Плутона, залишається неостаточним, оскільки нині немає точного визначення для розмежування планет зі супутником від подвійних планетних систем. Проєкт резолюції (5), опублікований МАС, вказує, що Харон можна розглядати як планету, тому що:
1. Харон сам за розмірами та формою задовольняє критеріям для статусу карликової планети.
2. Харон, через його велику масу, порівняно з Плутоном, обертається з Плутоном навколо спільного центра мас, розташованого між Плутоном і Хароном, а не навколо точки всередині Плутона.

Крім Харона та решти кандидатів-транснептунових об'єктів, три великих об'єкти в поясі астероїдів (Веста, Паллада і Гігея) мають класифікуватися як карликові планети, якщо виявиться, що їхня форма визначається гідростатичною рівновагою. Наразі[коли?] це переконливо не доведено.
11 жовтня 2016 року астрономи з американського університету Мічигану заявили про відкриття в Сонячній системі нової карликової планети. Їй присвоєно назву 2014 UZ224. Вперше вони виявили «карлика» ще 2014 року, проте протягом двох років наукова група вела спостереження за виявленим об'єктом. За розрахунками вчених, планета розташована на відстані 38—180 астрономічних одиниць від Сонця. Повний оберт навколо світила планета-карлик здійснює за 1136 років.

## Розміри та маси карликових планет
Нижня і верхня межі розміру та маси карликових планет не вказані в рішенні МАС. Немає строгих обмежень на верхні межі, і об'єкт більший або масивніший від Меркурія з неочищеними околицями орбіти може класифікуватися як карликова планета.
Нижню межу визначає поняття гідростатично рівноважної форми, проте розмір та маса об'єкта, який досяг такої форми, невідомі. Емпіричні спостереження наводять на думку, що вони можуть відрізнятися залежно від складу та історії об'єкта. Першоджерело попереднього рішення МАС, що визначає гідростатично рівноважну форму, застосовують «до об'єктів з масою понад 5 × 1020 кг і діаметром понад 800 км», проте цю норму не включено до остаточного схваленого рішення 5A.
На думку деяких астрономів, нове визначення означає додання до 45 нових карликових планет.

## Виноски
Коментарі
1. ↑  На час відкриття (2005 рік) вважалося, що об'єкт 2003 UB313 більший від Плутона. 
2010 року їх розміри вважали майже однаковими. 
Після прольоту біля Плутона апарата New Horizons (2015 рік) вважається, що Плутон має трошки більший розмір.

Примітки
1. ↑  Pluto and the Developing Landscape of Our Solar System. IAU. Архів оригіналу за 30 січня 2016. Процитовано 18.02.2022. (англ.)
2. ↑  Карликові планети. Головна астрономічна обсерваторія НАН України. Архів оригіналу за 28 січня 2012. Процитовано 16 грудня 2010. {{cite web}}: Зовнішнє посилання в |work= (довідка)
3. 1 2 3  Definition of a Planet in the Solar System (PDF). International Astronomical Union (англ.). 24 серпня 2006. Архів оригіналу (PDF) за 25 червня 2008. Процитовано 16 грудня 2010. {{cite web}}: Зовнішнє посилання в |work= (довідка)
4. ↑  The IAU draft definition of "planet" and "plutons". International Astronomical Union, Press Releases, Prague. 16 серпня 2006. Архів оригіналу за 3 лютого 2013. Процитовано 18 грудня 2012.
5. ↑  Tony Phillips and Amelia Phillips (4 вересня 2006). Much Ado about Pluto (англ.). Архів оригіналу за 25 червня 2013. Процитовано 16 грудня 2010.
6. ↑  Лагодна Д. О., Кобзар О. О. Планети в сонячній системі та поза нею. Стан проблеми. УДК 52 + 372.8 (PDF)
7. ↑  Dyches, Preston (11 травня 2016). 2007 OR10: Largest Unnamed World in the Solar System. Jet Propulsion Laboratory. Архів оригіналу за 23 листопада 2020. Процитовано 15 травня 2023.
8. ↑  Pinilla-Alonso, Noemi; Stansberry, John A.; Holler, Bryan J. (22 листопада 2019). Surface properties of large TNOs: Expanding the study to longer wavelengths with the James Webb Space Telescope. У Dina Prialnik (ред.). The Transneptunian Solar System. Elsevier. arXiv:1905.12320.
9. ↑  Free the Dwarf Planets!. Michael Brown. 24 серпня 2011. Архів оригіналу за 14 березня 2020. Процитовано 24 серпня 2011.
10. ↑  На окраинах Солнечной системы астрономы обнаружили более сотни малых планет » Независимое интернет-издание "ДНИ24". Архів оригіналу за 18 січня 2021. Процитовано 15 березня 2020.
11. ↑  Porter, Simon (27 березня 2018). #TNO2018. Twitter. Архів оригіналу за 2 жовтня 2018. Процитовано 27 березня 2018.
12. ↑  IAU 2006 General Assembly: Result of the IAU Resolution votes. Архів оригіналу за 17 серпня 2011.
13. ↑  Майкл Браун (23 вересня 2011). How many dwarf planets are there in the outer solar system? (updates daily). California Institute of Technology. Архів оригіналу за 4 липня 2012. Процитовано 23 вересня 2011.
14. ↑  Brown, M. E. et al. 2006. Satellites of the Largest Kuiper Belt Objects // Astrophysical Journal, 639: L43-L46. Точніші відомості, засновані на орбіті Дисномії, готуються.
15. ↑  Large size and slow rotation of the trans-Neptunian object (225088) 2007 OR10 discovered from Herschel and K2 observations (англ.). Cornell University. Процитовано 7 липня 2025.{{cite web}}:  Обслуговування CS1: Сторінки з параметром url-status, але без параметра archive-url (посилання)
16. ↑  Астрономы открыли еще одну карликовую планету Солнечной системы. emigrados.ru. Архів оригіналу за 4 березня 2016. Процитовано 25 лютого 2016.
17. 1 2  Draft Resolution 5 for GA-XXVI: Definition of a Planet. Архів оригіналу за 4 липня 2012.
18. ↑  Three new planets may join solar system. New Scientist. Архів оригіналу за 4 липня 2012. Процитовано 16 серпня 2006.
19. ↑  В Солнечной системе найдена новая карликовая планета — National Geographic Россия (рос.). Nat-geo.ru. Архів оригіналу за 7 квітня 2019. Процитовано 7 квітня 2019.
20. ↑  ALMA Investigates ‘DeeDee,’ a Distant, Dim Member of Our Solar System - National Radio Astronomy Observatory (англ.). Архів оригіналу за 7 квітня 2019. Процитовано 7 квітня 2019.
21. ↑  D. W. Gerdes, M. Sako, S. Hamilton, K. Zhang, T. Khain. Discovery and Physical Characterization of a Large Scattered Disk Object at 92 au // The Astrophysical Journal. — IOP Publishing, 2017. — Vol. 839, iss. 1 (1 April). — P. L15. — ISSN 2041-8205. — DOI:10.3847/2041-8213/aa64d8.
22. ↑  Nine Planets Become 12 with Controversial New Definition. Space.com. Архів оригіналу за 4 липня 2012. Процитовано 16 серпня 2006.
23. ↑  Michael E. Brown. What makes a planet?. Архів оригіналу за 4 липня 2012. Процитовано 16 серпня 2006.